# Opius abbyae
Opius abbyae är en stekelart som beskrevs av Robert R. Kula 2003. Opius abbyae ingår i släktet Opius och familjen bracksteklar. Inga underarter finns listade i Catalogue of Life.